# Tecnologies emergents en audiovisual
Les tecnologies emergents en audiovisual són innovacions tecnològiques que estan transformant el procés de creació, distribució i consum de continguts audiovisuals. Aquestes tecnologies inclouen eines com la realitat augmentada (AR), la realitat virtual (VR), la intel·ligència artificial (IA), la producció virtual i altres avenços tècnics que redefineixen el panorama audiovisual. Aquests desenvolupaments no només està canviant la manera com es produeixen els continguts, sinó també en com el públic interactua amb ells.

## Realitat augmentada (AR) i realitat virtual (VR)[1][2][3]

### La realitat augmentada (AR)[4][5]
És una tecnologia que superposa elements digitals (imatges, vídeos o objectes tridimensionals) al món real, generalment a través de dispositius com telèfons intel·ligents, tauletes o ulleres especialitzades. Aquesta tecnologia s'utilitza en àmbits com la publicitat, els videojocs i la narrativa interactiva. Un exemple destacat és l’aplicació Pokémon Go que integra elements virtuals en espais físics.
Aquesta tecnologia s'ha aplicat a la publicitat i màrqueting, dins d'empreses que utilitzen AR per crear experiències interactives amb els seus productes. Per exemple, aplicacions que permeten provar mobles virtualment en una habitació real (IKEA Place). Tanmataeix, dins l'àmbit cultural i educacitiu, existeixen museus i centres culturals on integren AR per enriquir les visites, com amb reconstruccions virtuals de ruïnes arqueològiques o informació addicional sobre exposicions, un clar exemple és el Museu Britànic (Londres, Regne Unit). Relacionat amb el món de producció audiovisual, la realitat augmentada permet afegir elements digitals directament en temps real durant el rodatge, millorant l’eficiència del procés. Tot i que la realitat augmentada facilita una narrativa més immersiva, el seu desenvolupament presenta reptes, com l’accessibilitat a dispositius avançats i la necessitat de connexions d’alta velocitat.

### La realitat virtual (VR)[6][7]

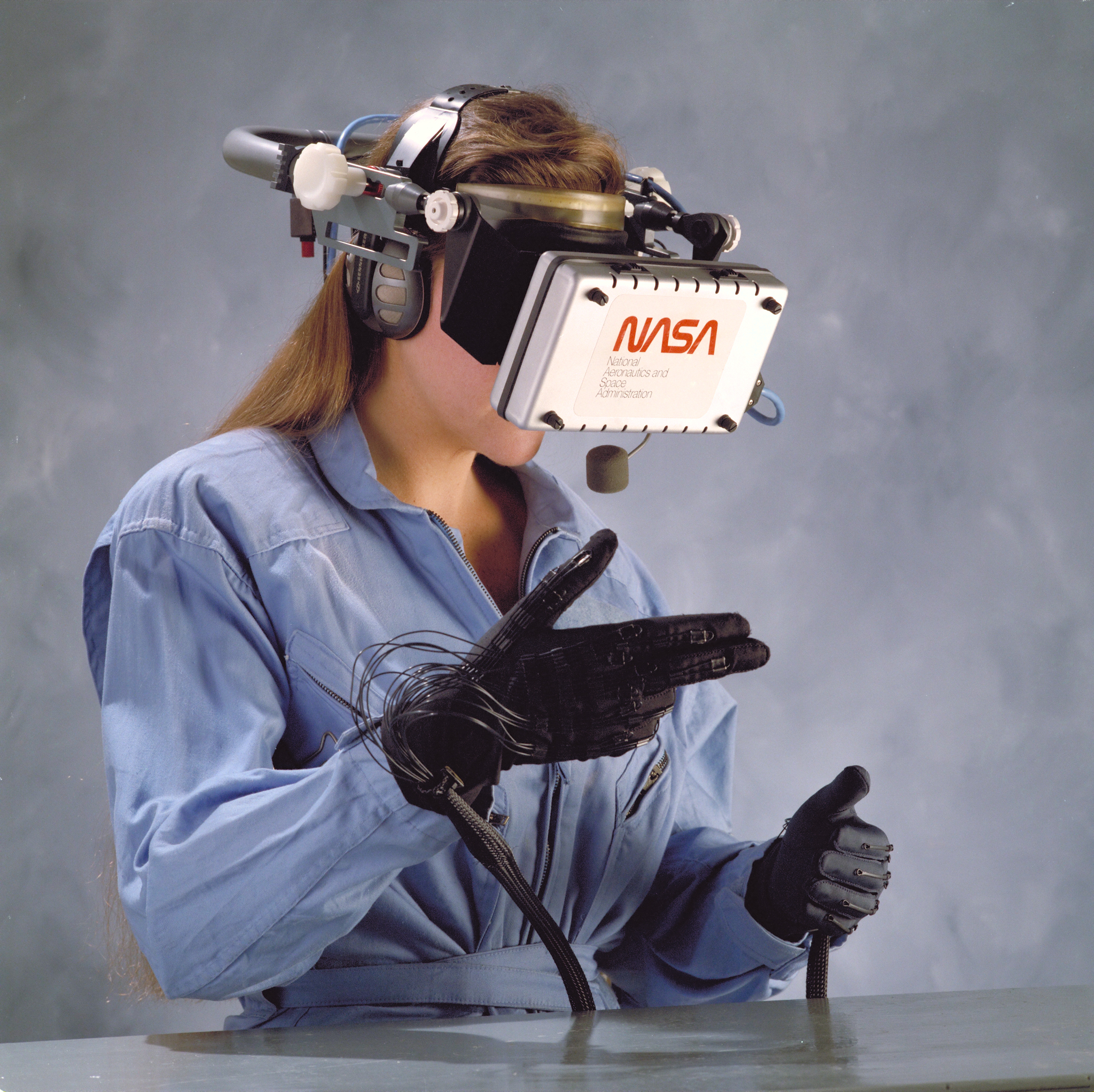
Eexemple d'unes ulleres de realitat virtual

La realitat virual genera entorns completament immersius en els quals l'usuari pot interactuar amb un món digital. En l’àmbit audiovisual, la VR ha revolucionat el cinema interactiu i els documentals immersius, oferint experiències que van més enllà del visionament tradicional. Les aplicacions més destacades són per exemple al cinema amb narrativa immersiva. Produccions com The Line i Wolves in the Walls utilitzen VR per involucrar els espectadors en històries on poden prendre decisions o interactuar amb personatges. Dins d'altres àmbits, la VR s’ha integrat en la formació mèdica i tècnica per recrear situacions reals de manera segura i controlada. O bé al món dels videojocs ens hi trobem creacions com Half-Life: Alyx que han redefinit aquest gènere gràcies a l'experiència multisenosrial que ofereixen. La VR brinda un gran potencial creatiu, però els costos de producció i l’accés limitat a dispositius especialitzats continuen sent un obstacle per a la seva implementació massiva.

## Intel·ligència artificial (IA) en la producció audiovisual
La intel·ligència artificial està transformant totes les etapes de la producció audiovisual, des de la conceptualització fins a la distribució. Algunes de les aplicacions més significatives inclouen:
- Creació de continguts: Algoritmes com DALL-E i MidJourney permeten generar imatges i escenaris conceptuals per a projectes audiovisuals. En guionatge, plataformes com Sudowrite ofereixen suport en la creació d’històries.
- Edició automatitzada: Eines com Adobe Premiere Pro utilitzen IA per identificar escenes clau, corregir errors i millorar la qualitat visual i sonora.
- Actors digitals: La IA permet crear personatges hiperrealistes, com s’ha vist en campanyes publicitàries o fins i tot en pel·lícules. Aquest avenç planteja qüestions ètiques, com la propietat intel·lectual d'aquests "actors virtuals".

#### Debats i controvèrsies
La integració de la IA en l'audiovisual ha suscitat discussions sobre l’autoria, la desocupació en certs sectors de la indústria i el risc de manipulació d'imatges o vídeos (deepfakes). Per altra banda, també es valora el seu potencial per democratitzar la creació audiovisual.

## Producció virtual amb escenaris LED
La producció virtual amb escenaris LED és una tècnica que utilitza pantalles LED de gran format per projectar fons digitals generats en temps real, eliminant la necessitat de postproducció intensiva amb pantalles verdes (croma). Aquest mètode permet integrar actors i entorns digitals de manera directa, oferint una major immersió durant el rodatge i facilitant la interacció amb el medi virtual. Les pantalles LED també són interactives amb la il·luminació de l’escena, cosa que afegeix un grau de realisme a la filmació 
Produccions com The Mandalorian (Disney+) han estat pioneres en l’ús d’aquesta tecnologia. El seu ús d’escenaris LED i el motor Unreal Engine per renderitzar entorns en temps real ha permès la creació d’escenes hiperrealistes, fins i tot en ambients extraterrestres. Aquesta tècnica ha estat especialment útil per rodar amb actors en llocs que serien costosos o impossibles de filmar físicament. Pel·lícules com Thor: Love and Thunder i Dune: Part Two han utilitzat aquest sistema per millorar l'eficiència del rodatge i reduir la necessitat de viatjar a localitzacions remotes. A més, la producció virtual permet crear campanyes publicitàries amb entorns canviants en qüestió de minuts. Per exemple, un anunci de cotxes pot rodar-se amb escenes en desert, neu i ciutat utilitzant els mateixos recursos sense moure l’equip de rodatge. Les produccions de sèries de televisió també estan adoptant aquesta tècnica per reduir costos i agilitzar la producció. Com ara, programes de varietats poden canviar fons espectaculars en temps real sense necessitat d'editar posteriorment.

## Altres tecnologies emergents

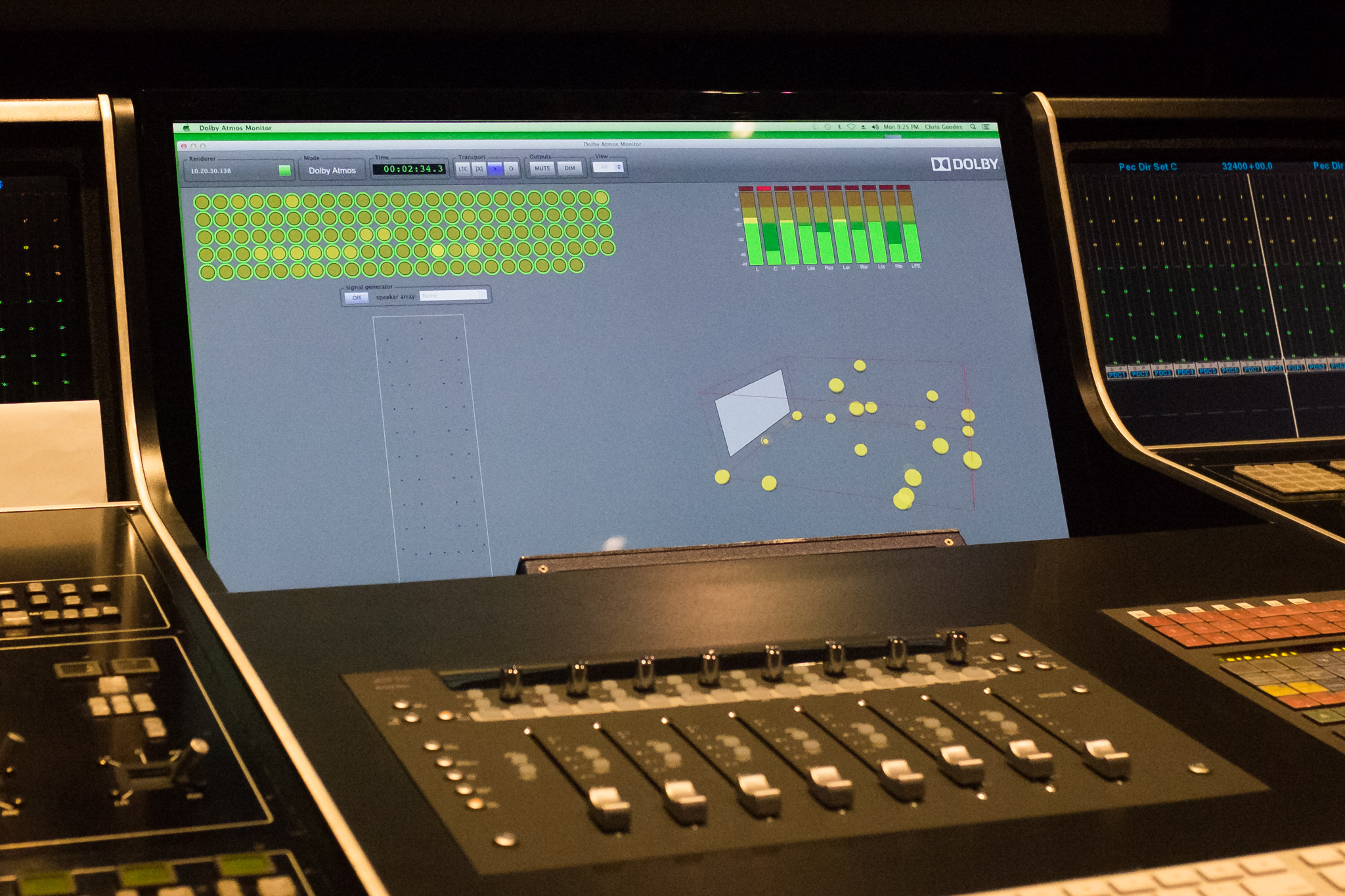
Exemple d'un sistema Dolby Atmos

Àudio espacial amb formats com Dolby Atmos i DTS:X han portat l’àudio immersiu a un nou nivell. Aquestes tecnologies col·loquen sons en espais tridimensionals, creant l’efecte que els sons provinguin de punts concrets al voltant de l’oient. Són àmpliament utilitzades en cinema i contingut de realitat virtual per millorar la immersió. Dolby Atmos ha redefinit l’experiència auditiva al cinema, creant una sensació envoltant única. Als videojocs, l'àudio espacial permet identificar direccions específiques de sorolls, millorant l’experiència interactiva. Artistes i productores experimenten amb Dolby Atmos per crear àlbums immersius que ofereixen noves maneres de gaudir la música.
Blockchain i NFT (Non-Fungible Tokens): La tecnologia blockchain està sent utilitzada per garantir la seguretat en la distribució de continguts audiovisuals. Les plataformes de contingut descentralitzat utilitzen el blockchain per rastrejar drets d’autor i distribuir ingressos de manera més justa. Alguns creadors de contingut venen clips, vídeos i material exclusiu com a NFT, donant als compradors la propietat digital verificada d’aquestes obres. Aquesta tendència obre noves possibilitats de monetització.